# NGC 1248
NGC 1248 ist eine linsenförmige Galaxie vom Hubble-Typ S0 im Sternbild Eridanus am Südsternhimmel. Sie ist schätzungsweise 98 Millionen Lichtjahre von der Milchstraße entfernt. Gemeinsam mit NGC 1222, PGC 11885, PGC 12068, PGC 12130, und PGC 11968 bildet sie die NGC 1222-Gruppe.
Das Objekt wurde am 5. Oktober 1785 vom Astronomen Wilhelm Herschel entdeckt.